# Blastobasis fuscopurpurella
Blastobasis fuscopurpurella é uma espécie de mariposa do gênero Blastobasis pertencente à família Coleophoridae.